# Fenoarivo Atsinanana
Fenoarivo Atsinanana (fransk: Fénérive Est) er en by og kommune i Madagaskar, som er regionshovedstad i Analanjirofo-regionen. Befolkningen blev i 2011 anslået til 292.213 mennesker.
Byen ligger ved østkysten af øen cirka 103 km nord for byen Toamasina.

## Økonomi
Regionen omkring Fénérive er et af de vigtigste dyrkningsområder for kryddernellike på Madagaskar.
Byen er også en af de vigtigste turistbyer på østkysten.

## Historie
I det 17. århundrede var den kaperhavn.
Ratsimilaho, den første konge af Betsimisaraka-folket, var søn af en pirat og en lokal prinsesse. Han er begravet på øen Nosy Hely, et tidligere piratborg som stadig kan besøges (Vohimasina).
Fenoarivo Atsinanana er hjemsted for et katolsk bispesæde.